# Пинакотека
Пинакотека (на латински: pinacotheca; от гръцки: πινακοθήκη [пинакотики], от πίναξ [пинас] – дъска, картина, θήκη – хранилище) в Древна Гърция е било помещение за съхраняване на живописни изображения.
Така се е наричало лявото крило на Пропилеите на Акропола в Древна Атина, където е била съхранявана колекция от картини, принесени в дар на богинята Атина Палада. В няколко зали с 6 колони са били събрани картини (нарисувани на дъски), глинени таблици и други художествени произведения. Тази колекция е била открита за посещения от атинските граждани. Между III и II век пр. н.е. философът Полемон Илионски съставя първия каталог на пинакотеката.
Освен в Атина подобни пинакотеки са съществували и на други места в Древна Гърция, като например в Херайон – храма на Хера на остров Самос.
Терминът е бил използван и в Древен Рим за обозначаване на помещението, в което са се намирали произведения на изкуството.
От Ренесанса насам наименованието пинакотека се употребява за обозначаване на колекции от произведения на живописта, открити за публични посещения. В наши дни пинакотеки се наричат картинните и по-общо – художествените галерии.
Сред най-старите и известни запазени до днес са Пинакотеката при Амброзианската библиотека (1602 г.) в Милано, Националната пинакотека на Болоня (1762 г.), Ватиканската пинакотека (1797 г.), Пинакотеката „Брера“ в Милано (1809 г.).
Понастоящем в Мюнхен, Германия функционират 3 известни по цял свят художествени (главно картинни) галерии, носещи наименованието пинакотека: Стара пинакотека (1836), Нова пинакотека (1853) и Пинакотека на модерното изкуство (2002). В тях са изложени произведения на майстори от различни исторически периоди (от Средновековието до 20. век) – картини, скулптури, фотографии и др.